# Воздушная бомбардировка Венеции в 1849 году
Воздушная бомбардировка Венеции в 1849 году — первое в истории задокументированное применение летательных аппаратов (беспилотных аэростатов) для нанесения удара по противнику. Проведена австрийскими войсками против осажденной Венеции во время революции 1848—1849 годов. Эффективность бомбардировки была незначительна, и этот первый опыт остался почти незамеченным в мире.

## Предыстория
В 1848 году, на волне либеральных революций в Австрийской империи, в Венеции вспыхнуло восстание против австрийского правления. Восставшие объявили Венецию независимой республикой.
Австрийские войска осадили Венецию, взяв её в кольцо блокады, но по ряду причин штурм города был затруднен. Тяжёлая осадная артиллерия не могла быть развёрнута на выгодных позициях из-за неблагоприятного рельефа местности и сильных венецианских укреплений. В результате обстрел города вёлся с неудачных позиций и не был эффективен.
Лейтенант австрийской артиллерии Франц фон Юхатик выдвинул идею бомбардировать город с аэростатов. По его предложению, аэростаты должны были запускаться по ветру в сторону Венеции, и в расчётный момент времени специальное устройство отцепляло бы подвешенный взрывчатый заряд. Идея заинтересовала командующего австрийскими войсками маршала Йозефа Радецкого, и тот приказал опробовать её на практике.

## Боевое применение
Первая попытка использовать аэростаты в боевых целях была предпринята 12 июня 1849 года, когда два бомбардировочных аэростата были запущены по Венеции. Из-за сменившегося направления ветра бомбы не достигли цели. Попытка была повторена 15 июня, с запуском двух аэростатов с борта военного парохода. На этот раз всё прошло удачно — аэростаты долетели до Венеции, и в расчётный момент часовые механизмы сбросили на город шрапнельные заряды.
Хотя эффект от бомбардировки был минимален, внезапное нападение с воздуха спровоцировало панику среди населения Венеции, и маршал Радецкий распорядился продолжить проект. 22 августа 1849 года было запущено некоторое количество аэростатов (по некоторым данным, до 200).

## Историческая оценка
Воздушные бомбардировки Венеции, хотя и способствовали падению боевого духа повстанцев, нанесли очень малый прямой ущерб и остались почти незамеченными в остальном мире. Сами австрийцы оценивали эффект как в лучшем случае удовлетворительный.
В результате чрезвычайно мало известно о подробностях атаки. К примеру, данные о времени проведения атаки, количестве аэростатов и эффекте сильно разнятся.